# Djamel Menad
Djamel Menad (arab. ‏جمال مناد‎; ur. 22 lipca 1960 w Al-Bajadzie, zm. 22 marca 2025 w Algierze) – algierski piłkarz występujący na pozycji napastnika. Uczestnik mistrzostw świata 1986.

## Kariera klubowa
Djamel Menad piłkarską karierę zaczął w 1976 roku w klubie CR Belouizdad, w którym grał przez pięć lat. Z CR Belouizdad zdobył Puchar Algierii w 1978 roku. W 1981 przeszedł do JS Kabylie, w którym grał do 1987 roku. Z JS Kabylie zdobył czterokrotnie Mistrzostwo Algierii w 1982, 1983, 1985, 1986, Puchar Algierii w 1986 roku.
W 1987 wyjechał do drugoligowego, francuskiego Nîmes Olympique, w którym grał przez 3 lata. W 1990 przeszedł do portugalskiego FC Famalicão. W 1992 przeszedł do innego portugalskiego klubu CF Os Belenenses. W 1994 powrócił do JS Kabylie, z którym zdobył Mistrzostwo Algierii w 1995 oraz Afrykański Puchar Zdobywców Pucharów 1995. Ostatnim klubem w karierze Djamela Menada był USM Algier, w którym zakończył karierę w 1997 roku.

## Kariera reprezentacyjna
W 1979 roku Djamel Menad uczestniczył w młodzieżowych mistrzostwach świata w Japonii. W turnieju wystąpił we wszystkich meczach grupowych oraz przegranym 0-5 spotkaniu ćwierćfinałowym z reprezentacją Argentyny.
W 1980 roku Djamel Menad uczestniczył w igrzyskach olimpijskich w Moskwie. W turnieju piłkarskim wystąpił w dwóch meczach grupowych oraz przegranym 0-3 spotkaniu ćwierćfinałowym z reprezentacją Jugosławii.
Z reprezentacją Algierii uczestniczył w zwycięskich eliminacjach do mistrzostw świata 1982, jednakże na finały już nie pojechał.
Później uczestniczył w zwycięskich eliminacjach mistrzostw świata 1986. 
Na mundialu wystąpił w dwóch meczach grupowych z: reprezentacją Hiszpanii 0-3 oraz reprezentacją Brazylii 0-1. 
Uczestniczył również w przegranych eliminacjach Mistrzostw Świata 1990.
W 1990 osiągnął największy sukces jakim było wygranie przez reprezentację Algierii Pucharu Narodów Afryki. Djamel Menad ze zdobytymi 4 bramkami został Królem Strzelców turnieju.
Ostatnią imprezą międzynarodową Djamela Menada był Puchar Narodów Afryki 1992.